# Bernd Arhelger
Bernd Arhelger (* 1965 in Siegen) ist ein deutscher Musikproduzent, Keyboarder, Arrangeur und Komponist.

## Leben und Wirken
Bernd Arhelger erlangte seine musikalische Qualifikation durch eine private Klavierausbildung bei sowohl klassischen Konzertpianisten als auch Pianisten der Jazz & Popmusik wie Dieter Falk. Er begleitete Künstler in Deutschland und darüber hinaus weltweit bis in die USA, Japan, Russland, Ungarn und Österreich.
Von 1989 bis 2004 war Arhelger Leiter einer Musikschule in Siegen. In seinen Studioräumen unterrichtet er die Fächer Klavier und Komposition und ist als Dozent bei Pianoseminaren tätig. Als Gründer und Geschäftsführer von „12tune“ ist er als Produzent, Komponist, Arrangeur, Pianist tätig. Er produziert als Texter und Songwriter für diverse Liveprojekte, CD-/DVD-Projekte, Film-Musiken, Werbemusiken, Audiologos und Jingles, Hörbücher, Podcasts und Infotainment-Projekte. Darüber hinaus ist er Autor diverser Romane und Kurzgeschichte, sehr oft mit christlichen Inhalten und schreibt in seinem Facebook-Kanal jeden Tag mutmachende Impulse.
Mit seinem Kindermusical „Eine Welt“, das 2018 in der Siegerlandhalle in Siegen uraufgeführt wurde, war er von Oktober 2019 bis Sommer 2021 im gesamten deutschsprachigen Raum und Südtirol auf Tournee. Es wird seither von Schulen, Kirchen, Kinderchören und anderen Organisationen aufgeführt. Ziel und Inhalt des Kindermusicals ist, das Miteinander in unserer Gesellschaft zu verbessern, Brücken zu bauen und die Kompetenzen der Kinder zu stärken.
Arhelger ist verheiratet, hat eine Tochter und wohnt in Siegen.

## Veröffentlichungen
- Alte Worte glänzen neu (CD), ERF-Verlag, Wetzlar 1990.
- Up to date (CD), ERF-Verlag, Wetzlar 1994, (als Instrumentalmusiker).
- Fixpunkt (CD), Hänssler, Neuhausen 1996, (als Komponist).
- Let the praise begin (CD) 1998, (als Instrumentalmusiker).
- Himmelslichter – eine musikalische Reise durch den Philipperbrief (Chorpartitur), Hänssler, Holzgerlingen 1999.
- Himmelslichter – eine musikalische Reise durch den Philipperbrief (CD), Hänssler, Holzgerlingen 2000, (als Komponist, Instrumentalmusiker).
- God is so good to me (Enthalten in: Ninive), Christlicher Sängerbund, Wuppertal 2000, (als Komponist).
- Modern styles for piano (Unterrichtswerk mit CD), Concepcion Seidel, Hammerbrücke 2005.
- Bennis Weihnachtsstern. Kinder-Mini-Musical (CD), Gerth Medien Musikverlag, Asslar 2015, (als Produzent).
- Eine Welt. Brücken statt Mauern bauen – Die Songs aus dem Musical (CD), Janz Musikverlag, Asslar 2019, (als Produzent).
- Eine Welt. Brücken statt Mauern bauen – Die Songs aus dem Musical (Klavierpartitur), Gerth Medien Musikverlag, Asslar 2019.
- Eine Welt. Brücken statt Mauern bauen – Die Songs aus dem Musical (Werkbuch), Gerth Medien Musikverlag, Asslar 2019, ISBN 978-3-89615-551-1.
- Gerhard Schnitter (Hrsg.): Singt das Lied der Lieder 4 (Chorbuch), SCM Hänssler Musik, Holzgerlingen 1996, ISBN 978-3-7751-2557-4, (als Komponist von Jugendchorliedern), online.